# Hurikán Ophelia
Hurikán Ophelia byla tropická cyklóna a desátý hurikán neobvykle silné atlantické hurikánové sezóny roku 2017. Nejvýchodnější takto silná bouře pocházející z Atlantského oceánu je zcela ojedinělý úkaz.

## Následky
Národní středisko pro hurikány (NHC) začalo 6. října pozorovat studenou frontu, která by se mohla proměnit v tropickou cyklónu. Bouře se zformovala 9. října a 14. října dosáhla své nejvyšší intenzity - hurikánu třetí kategorie. Ten samý den zasáhla bouře východ Azorských ostrovů. Bylo zde vydáno varování před srážkami a silným větrem. Kvůli dešti bylo vydáno varování i u centrálních ostrovů Azor. 15. října hurikán zeslábl ze třetí kategorie na první. V noci z 15. na 16. října zasáhl okraj bouře část Portugalska a Španělska, kde rozšířil požáry, které zabily 49 lidí. 
16. října se bouře přeměnila v mimotropickou cyklónu, ale pořád se silou hurikánu. V tentýž den zasáhla Irsko, ve kterém byla naměřena nejvyšší rychlost větru 191 km/h a Velkou Británii, ve které se kvůli Ophelii zbarvilo nebe do oranžova. V Irsku zemřeli 3 lidé (2 muži a 1 žena) a více než 350 000 lidí zůstalo bez proudu. Před svým rozpadem bouře s nízkou intenzitou zasáhla Norsko a 19. října se rozptýlila. Díky své neobvyklé trase se bouře zařadila do vichřicové sezóny ve Velké Británii a Irsku 2017/18. Atlantické tropické cyklóny se totiž většinou stáčejí do Karibského moře, na USA nebo Kanadu.